# Megadontomys nelsoni
Megadontomys nelsoni är en däggdjursart som först beskrevs av Clinton Hart Merriam 1898.  Megadontomys nelsoni ingår i släktet Megadontomys och familjen hamsterartade gnagare. IUCN kategoriserar arten globalt som starkt hotad. Inga underarter finns listade i Catalogue of Life.
Arten förekommer i bergstrakter i sydöstra Mexiko. Den lever i regioner som ligger 2000 till 3500 meter över havet. Habitatet utgörs av molnskogar och av blandskogar.
Denna gnagare har i princip samma utseende som Megadontomys thomasi, men den senare är något större. Megadontomys nelsoni godkänns huvudsakligen på grund av genetiska skillnader som art. Den blir 30 till 32 cm lång, inklusive en cirka 17 cm lång svans. Vikten är ungefär 57 g. Den långa och tjocka pälsen har på ovansidan en mörkbrun färg, medan undersidan är täckt av krämfärgad eller ljusgrå päls. På de korta öronen finns bara glest fördelade hår. Djuret har en långsträckt svart nos samt vita händer och fötter.
Individerna är främst nattaktiva och de håller ingen vinterdvala. Födan utgörs huvudsakligen av frön. Troligen har honor flera kullar mellan våren och hösten. Per kull föds oftast tvillingar eller ibland tre ungar. Genom gnagarens aktivitet fördelas frön och svamparnas sporer i skogen.